# Chrysocoma
Chrysocoma es un género de plantas con flores perteneciente a la familia Asteraceae.Comprende 190 especies descritas y solo 21 aceptadas.

## Taxonomía
El género fue descrito por Carlos Linneo y publicado en Species Plantarum 2: 840. 1753.

## Especies
A continuación se brinda un listado de las especies del género Chrysocoma aceptadas hasta junio de 2011, ordenadas alfabéticamente. Para cada una se indica el nombre binomial seguido del autor, abreviado según las convenciones y usos.
- Chrysocoma acicularis Ehr.Bayer
- Chrysocoma candelabrum Ehr.Bayer
- Chrysocoma cernua L.
- Chrysocoma coma-aurea L.
- Chrysocoma esterhuyseniae Ehr.Bayer
- Chrysocoma flava Ehr.Bayer
- Chrysocoma hantamensis J.C.Manning & Goldblatt
- Chrysocoma longifolia DC.
- Chrysocoma microphylla Thunb.
- Chrysocoma mozambicensis Ehr.Bayer
- Chrysocoma oblongifolia DC.
- Chrysocoma obtusata (Thunb.) Ehr.Bayer
- Chrysocoma ovata Forssk.
- Chrysocoma puberula Schltr. ex Merxm.
- Chrysocoma rigidula (DC.) Ehr.Bayer
- Chrysocoma schlechteri Ehr.Bayer
- Chrysocoma sparsifolia Hutch.
- Chrysocoma strigosa Ehr.Bayer
- Chrysocoma tomentosa L.
- Chrysocoma tridentata DC.
- Chrysocoma valida Ehr.Bayer